# Kevin Young
Kevin Curtis Young (Watts, 16 settembre 1966) è un ex ostacolista statunitense, campione olimpico dei 400 metri ostacoli ai Giochi di Barcellona 1992 ed ex detentore del record mondiale della specialità.

## Biografia
Nato a Watts, in California, Kevin Young vinse il titolo NCAA nei 400 metri ostacoli nel 1987 e nel 1988.
Young fece il suo debutto sulla scena internazionale durante i Giochi panamericani del 1987, giungendo secondo nella sua specialità. Ai Giochi olimpici di Seul 1988 concluse invece quarto, come accadde anche ai Mondiali del 1991 a Tokyo.
Nel 1992 Young vinse il suo primo titolo di campione nazionale, arrivando ai Giochi olimpici di Barcellona imbattuto. Qui vinse la medaglia d'oro nei 400 metri ostacoli stabilendo il nuovo record mondiale (precedentemente appartenuto a Edwin Moses) con il tempo di 46"78, record che fa di Kevin Young il primo atleta di sempre ad aver corso i 400 metri ostacoli in meno di 47 secondi.
Nel 1993 Young vinse il suo secondo titolo di campione statunitense, e cominciò una lunga serie di vittorie consecutive (ben 25) prima di venir battuto dallo zambiano Samuel Matete, solo due settimane prima dei Mondiali dello stesso anno. Nella finale mondiale comunque, Young si prese una rivincita staccando Matete di 0,42 secondi.
È risaputo come Kevin Young, prima dei Giochi olimpici di Barcellona 1992, avesse attaccato dei piccoli pezzi di carta sulle puntine delle scarpe da corsa, con scritto "46.89" su ognuno. Aveva infatti già immaginato che fosse possibile correre i 400 metri ostacoli sotto i 47 secondi.

## Progressione

### 400 metri ostacoli
| Stagione | Tempo | Luogo        | Data      | Rank. Mond. |
| -------- | ----- | ------------ | --------- | ----------- |
| 1999     | 49"77 | Osaka        | 8-5-1999  |             |
| 1998     | 48"73 | Clemson      | 16-5-1998 |             |
| 1995     | 50"38 | Saint-Denis  | 1-6-1995  |             |
| 1994     | 49"70 | New York     | 22-5-1994 |             |
| 1993     | 47"18 | Stoccarda    | 19-8-1993 | 1º          |
| 1992     | 46"78 | Barcellona   | 6-8-1992  | 1º          |
| 1991     | 47"83 | Zurigo       | 7-8-1991  |             |
| 1989     | 47"86 | Berlino      | 18-8-1989 |             |
| 1988     | 47"72 | Indianapolis | 17-7-1988 |             |

## Palmarès
| Anno | Manifestazione      | Sede         | Evento   | Risultato | Prestazione | Note            |
| ---- | ------------------- | ------------ | -------- | --------- | ----------- | --------------- |
| 1987 | Giochi panamericani | Indianapolis | 400 m hs | Argento   | 48"74       |                 |
| 1988 | Giochi olimpici     | Seul         | 400 m hs | 4º        | 47"94       |                 |
| 1991 | Mondiali            | Tokyo        | 400 m hs | 4º        | 48"01       |                 |
| 1992 | Giochi olimpici     | Barcellona   | 400 m hs | Oro       | 46"78       | Record mondiale |
| 1993 | Mondiali            | Stoccarda    | 400 m hs | Oro       | 47"18       |                 |

## Altre competizioni internazionali
1992
- Oro alla Grand Prix Final ( Torino), 400 m hs - 48"16

## Riconoscimenti
- Atleta mondiale dell'anno (1992)